# Том Селлек
Томас Вільям (Том) Селлек (англ. Thomas William 'Tom' Selleck; нар. 29 січня, 1945, Детройт, Мічиган, США) — американський актор. Лауреат премій «Золотий глобус» та «Еммі».

## Життєпис
Батько актора був британець, але деякі його предки походили з Німеччини. По материній лінії Том Селлек має лише британське коріння. Том зростав у Лос-Анджелесі, він серйозно захоплювався спортом, був фанатом спортивної гімнастики та легкої атлетики. Мріяв стати архітектором, але вступаючи до університету Лос-Анджелеса, дізнався, що набір на архітектурний факультет було завершено. Том Селлек обрав театральний.
Для успішної кар'єри в кіно у Тома Селлека був і талант, і прекрасні зовнішні дані — високий зріст, спортивна фігура, красиве мужнє обличчя. Першим фільмом Селлека стала екранізація роману Гора Відала «Майра Брекінрідж» (1970). Потім Селлек знімався в телесеріалах і вестернах.
Головною в кар'єрі актора стала роль детектива Томаса Саллівана Магнума IV в телесеріалі «Магнум» (1980—1988). Ця роль виявилася для Селлека одночасно і перемогою, і своєрідною поразкою. Глядачі довгі роки пов'язували Тома Селлека винятково з образом Магнума. Актор став заручником свого персонажа. Серед найкращих ролей: Пітер Мітчелл у ремейку французької комедії «Троє чоловіків і немовля» (1987), Пітер Малой у фільмі Френка Оза «Вхід та вихід» (1997) і немолодий коханець Моніки доктор Річард Берк у серіалі «Друзі».

## Цікаві факти
Зріст Тома Селлека — 192 см.

## Фільмографія

### Актор

#### Після 2000 року
| Рік       |     | Українська назва                  | Оригінальна назва                 | Роль                              |
| --------- | --- | --------------------------------- | --------------------------------- | --------------------------------- |
| 2021      | док | Друзі: Возз'єднання               | Friends: The Reunion              | у ролі самого себе                |
| 2015      | тф  | Джессі Стоун: Загублений в раю    | Jesse Stone: Lost in Paradise     | Джессі Стоун                      |
| 2012      | тф  | Джессі Стоун: Користь сумніву     | Jesse Stone: Benefit of the Doubt | Джессі Стоун                      |
| 2011      | тф  | Джессі Стоун: Невинні втрачені    | Jesse Stone: Innocents Lost       | Джессі Стоун                      |
| 2010—2020 | с   | Блакитна кров                     | Blue Bloods                       | Френк Рейган (219 епізод.)        |
| 2010      | ф   | Кілери                            | Killers                           | пан Корнфельдт                    |
| 2010      | тф  | Правосуддя Стоуна: Ніякого каяття | Jesse Stone: No Remorse           | Джессі Стоун                      |
| 2009      | тф  | Джессі Стоун: Тонкий лід          | Jesse Stone: Thin Ice             | Джессі Стоун                      |
| 2007—2008 | с   | Лас-Вегас                         | Las Vegas                         | Ей Джей Купер (19 епізодів)       |
| 2007      | тф  | Джессі Стоун: Зміна моря          | Jesse Stone: Sea Change           | Джессі Стоун                      |
| 2007      | вг  |                                   | Meet the Robinsons                | Корнелій (голос)                  |
| 2007      | мф  | Секрет Робінсонів                 | Meet the Robinsons                | Корнелій (голос)                  |
| 2006      | с   | Бостонське правосуддя             | Boston Legal                      | Айвен Тіґз (4 епізоди)            |
| 2006      | тф  | Правосуддя Стоуна: Смерть в раю   | Jesse Stone: Death in Paradise    | Джессі Стоун                      |
| 2006      | тф  | Джессі Стоун: Нічний прохід       | Jesse Stone: Night Passage        | Джессі Стоун                      |
| 2005      | тф  | Джессі Стоун: Кам'яний холод      | Jesse Stone: Stone Cold           | Джессі Стоун                      |
| 2004      | с   | Біографія (документальний)        | Biography                         | Оповідач (голос, 1 епізод)        |
| 2004      | тф  | Айк: Зворотній відлік до дня «Д»  | Ike: Countdown to D-Day           | Генерал Двайт Ейзенгавер          |
| 2004      | тф  | Реверсивні помилки                | Reversible Errors                 | Леррі Старчек                     |
| 2003      | тф  |                                   | Touch 'Em All McCall              | Теч Макколл                       |
| 2003      | тф  | Дорога у 12 миль                  | Twelve Mile Road                  | Стівен Лендіс                     |
| 2003      | тф  | Монті Волш                        | Monte Walsh                       | Монті Волш                        |
| 2001      | тф  | Шлях перехресного вогню           | Crossfire Trail                   | Рейф Ковінгтон                    |
| 2000      | тф  | Кандидат                          | Running Mates                     | Губернатор Джеймс Рейнольдс Прайс |

#### 1980—1990-ті роки
| Рік       |    | Українська назва                     | Оригінальна назва                   | Роль                          |
| --------- | -- | ------------------------------------ | ----------------------------------- | ----------------------------- |
| 1996—2000 | с  | Друзі                                | Friends                             | Д-р Річард Берк (10 епізодів) |
| 1999      | ф  | Лист про кохання                     | The Love Letter                     | Джордж Матіас                 |
| 1998      | с  | Шукачка                              | The Closer                          | Джек Макларен (10 епізодів)   |
| 1997      | ф  | Вхід та вихід                        | In & Out                            | Пітер Маллой                  |
| 1997      | тф |                                      | Last Stand at Saber River           | Пол Кейбл                     |
| 1996      | тф |                                      | Ruby Jean and Joe                   | Джо Вейд                      |
| 1995      | тф |                                      | Broken Trust                        | Суддя Тімоті Неш              |
| 1995      | ф  |                                      | Open Season                         | Рок Манінофф                  |
| 1992      | ф  | Містер бейсбол                       | Mr. Baseball                        | Джек Елліот                   |
| 1992      | ф  | Христофор Колумб: Завоювання Америки | Christopher Columbus: The Discovery | Король Фердинанд              |
| 1992      | ф  | Предки                               | Folks!                              | Джон Олдріч                   |
| 1990      | ф  | Троє чоловіків і маленька леді       | Three Men and a Little Lady         | Пітер                         |
| 1990      | ф  | Квіґлі в Австралії                   | Quigley Down Under                  | Метью Квіґлі                  |
| 1989      | ф  | Невинний чоловік                     | An Innocent Man                     | Джиммі Рейнвуд                |
| 1989      | ф  | Її алібі                             | Her Alibi                           | Філ Блеквуд                   |
| 1980—1988 | с  | Приватний детектив Магнум            | Magnum, P.I.                        | Магнум (158 епізодів)         |
| 1987      | ф  | Троє чоловіків і немовля             | 3 Men and a Baby                    | Пітер                         |
| 1986      | с  | Вона написала вбивство               | Murder, She Wrote                   | Томас Магнум (1 епізод)       |
| 1984      | ф  | Полювання на роботів                 | Runaway                             | Джек Рамзі                    |
| 1984      | ф  | Лессітер                             | Lassiter                            | Нік Лессітер                  |
| 1983      | ф  | Легкий шлях до Китаю                 | High Road to China                  | Патрік О'Мейлі                |
| 1982      | с  | Саймон і Саймон                      | Simon & Simon                       | Томас Магнум (1 епізод)       |
| 1982      | тф | Тіньові вершники                     | The Shadow Riders                   | Мак Тревен                    |
| 1982      | тф | Війни розлучень: історія кохання     | Divorce Wars: A Love Story          | Джек Стерджес                 |
| 1982      | с  |                                      | The Fall Guy                        | Том Селлек (1 епізод)         |

#### 1960—1970-ті роки
| Рік       |    | Українська назва              | Оригінальна назва                 | Роль                                     |
| --------- | -- | ----------------------------- | --------------------------------- | ---------------------------------------- |
| 1978—1979 | с  | Файли Рокфорда                | The Rockford Files                | Ленс Вайт (2 епізоди)                    |
| 1979      | с  |                               | Concrete Cowboys                  | Вілл Ойбанкс (1 епізод)                  |
| 1979      | с  |                               | Stockard Channing in Just Friends | Джордан Волш (1 епізод)                  |
| 1979      | с  | Сакетти                       | The Sacketts                      | Оррін Сакетт (2 серії)                   |
| 1979      | тф |                               | The Chinese Typewriter            | Том Бостон                               |
| 1978      | с  | Таксі                         | Taxi                              | Майк Белдон (1 епізод)                   |
| 1978      | тф |                               | The Gypsy Warriors                | Капітан Тед (Теодор) Брінкенгофф         |
| 1978      | тф |                               | Superdome                         | Джим Макколі                             |
| 1978      | ф  | Кома                          | Coma                              | Шон Мерфі                                |
| 1977      | тф |                               | Bunco                             | Гордін                                   |
| 1977      | ф  |                               | The Washington Affair             | Джим Гоулі                               |
| 1976      | с  | Ангели Чарлі                  | Charlie's Angels                  | Д-р Алан Семюельсон (1 епізод)           |
| 1976      | ф  | Мідвей                        | Midway                            | помічник капітана Сімарда                |
| 1976      | с  |                               | Most Wanted                       | Том Ройбо (пілотний епізод)              |
| 1976      | с  |                               | Doctors' Hospital                 | Дональд (1 епізод)                       |
| 1975      | с  | Вулиці Сан-Франциско          | The Streets of San Francisco      | Джиммі Деско (1 епізод)                  |
| 1975      | тф | Повернення додому             | Returning Home                    | Фред Деррі                               |
| 1975      | с  | Меннікс                       | Mannix                            | Дон Брейді (1 епізод)                    |
| 1974—1975 | с  | Маркус Велбі, доктор медицини | Marcus Welby, M.D.                | Л-нт Роджерс / с-нт Ед Брок (3 епізоди)  |
| 1975      | с  | Лукас Теннер                  | Lucas Tanner                      | Бад Мур (1 епізод)                       |
| 1974      | тф | Справа про зґвалтування       | A Case of Rape                    | Стен                                     |
| 1974      | с  |                               | The Wide World of Mystery         | Марк Бролін (1 епізод)                   |
| 1973      | с  | Оуен Маршалл, юрисконсульт    | Owen Marshall, Counselor at Law   | Бринклі (1 епізод)                       |
| 1973      | с  | ФБР                           | The F.B.I.                        | Стів (1 епізод)                          |
| 1973      | ф  |                               | Terminal Island                   | Д-р Норман Мілфорд                       |
| 1973      | с  | Молоді та зухвалі             | The Young and the Restless        | Джед Ендрюс (1974—1975, 2005)            |
| 1972      | ф  | Дочки Сатани                  | Daughters of Satan                | Джеймс Робертсон                         |
| 1971      | с  |                               | Sarge                             | Капітан Деннінг (1 епізод)               |
| 1971      | ф  | Сім хвилин                    | The Seven Minutes                 | Phil Sanford                             |
| 1969—1970 | с  |                               | Bracken's World                   | Родж / Роджер / Дейв Роусон (8 епізодів) |
| 1970      | ф  | Майра Брекинридж              | Myra Breckinridge                 | Стюд                                     |
| 1970      | тф |                               | The Movie Murderer                | Майк Бодін                               |
| 1969      | с  |                               | Judd for the Defense              | Помічник шерифа (2 епізоди)              |
| 1969      | с  |                               | Lancer                            | Добі (1 епізод)                          |

### Продюсер, сценарист
| Рік       |    | Українська назва                  | Оригінальна назва                                   | Роль                                                                          |
| --------- | -- | --------------------------------- | --------------------------------------------------- | ----------------------------------------------------------------------------- |
| 2015      | тф | Джессі Стоун: Загублений в раю    | Jesse Stone: Lost in Paradise                       | виконавчий продюсер, сценарист                                                |
| 2012      | тф | Джессі Стоун: Користь сумніву     | Jesse Stone: Benefit of the Doubt                   | виконавчий продюсер, сценарист                                                |
| 2011      | тф | Джессі Стоун: Невинні втрачені    | Jesse Stone: Innocents Lost                         | виконавчий продюсер, сценарист                                                |
| 2010      | тф | Правосуддя Стоуна: Ніякого каяття | Jesse Stone: No Remorse                             | виконавчий продюсер, сценарист                                                |
| 2009      | тф | Джессі Стоун: Тонкий лід          | Jesse Stone: Thin Ice                               | виконавчий продюсер, сценарист                                                |
| 2007      | тф | Джессі Стоун: Зміна моря          | Jesse Stone: Sea Change                             | виконавчий продюсер                                                           |
| 2006      | тф | Правосуддя Стоуна: Смерть в раю   | Jesse Stone: Death in Paradise                      | виконавчий продюсер, сценарист                                                |
| 2006      | тф | Джессі Стоун: Нічний прохід       | Jesse Stone: Night Passage                          | виконавчий продюсер                                                           |
| 2005      | тф | Джессі Стоун: Кам'яний холод      | Jesse Stone: Stone Cold                             | виконавчий продюсер                                                           |
| 2003      | тф | Монті Волш                        | Monte Walsh                                         | виконавчий продюсер                                                           |
| 2001      | тф | Шлях перехресного вогню           | Crossfire Trail                                     | виконавчий продюсер                                                           |
| 1998      | с  | Шукачка                           | The Closer                                          | виконавчий продюсер (5 епізодів)                                              |
| 1997      | тф |                                   | Last Stand at Saber River                           | виконавчий продюсер                                                           |
| 1996      | тф |                                   | Ruby Jean and Joe                                   | виконавчий продюсер                                                           |
| 1991      | тф |                                   | Silverfox                                           | виконавчий продюсер, сценарист                                                |
| 1990      | тф |                                   | Revealing Evidence: Stalking the Honolulu Strangler | виконавчий продюсер                                                           |
| 1989—1990 | с  |                                   | B.L. Stryker                                        | виконавчий продюсер (12 епізодів)                                             |
| 1985—1988 | с  | Приватний детектив Магнум         | Magnum, P.I.                                        | продюсер (41 епізод), виконавчий продюсер (11 епізодів), сценарист (1 епізод) |

## Нагороди й номінації
- 4 червня 1986 — зірка на Голлівудській алеї слави, за адресою: 6925 Hollywood Blvd.

| Рік  | Нагорода                        | Організація                          | Номінація                                                          | Фільми                                     | Примітки                                                           | Результат |
| ---- | ------------------------------- | ------------------------------------ | ------------------------------------------------------------------ | ------------------------------------------ | ------------------------------------------------------------------ | --------- |
| 2018 | Grace Award                     | MovieGuide Awards                    | Grace Award for Television                                         | Blue Bloods (2010)                         |                                                                    | Номінація |
| 2017 | OFTA TV Hall of Fame            | Online Film & Television Association | Actors and Actresses                                               |                                            |                                                                    | Перемога  |
| 2017 | People's Choice Award           | People's Choice Awards, USA          | Favorite TV Crime Drama Actor                                      |                                            |                                                                    | Номінація |
| 2015 | People's Choice Award           | People's Choice Awards, USA          | Favorite TV Icon                                                   |                                            |                                                                    | Номінація |
| 2009 | Hero Award                      | TV Land Awards                       |                                                                    | Magnum, P.I. (1980)                        | Разом з Леррі Манетті та Роджером Мослі                            | Перемога  |
| 2007 | Primetime Emmy                  | Primetime Emmy Awards                | Outstanding Lead Actor in a Miniseries or Movie                    | Jesse Stone: Sea Change (2007)             | За роль Джессі Стоуна                                              | Номінація |
| 2007 | Satellite Award                 | Satellite Awards                     | Best Actor in a Miniseries or a Motion Picture Made for Television | Jesse Stone: Sea Change (2007)             |                                                                    | Номінація |
| 2005 | Movies for Grownups Award       | AARP Movies for Grownups Awards      | Breakaway Performance                                              | Ike: Countdown to D-Day (2004)             |                                                                    | Номінація |
| 2005 | TV Land Award                   | TV Land Awards                       | Favorite Private Eye                                               | Magnum, P.I. (1980)                        |                                                                    | Номінація |
| 2004 | Bronze Wrangler                 | Western Heritage Awards              | Television Feature Film                                            | Monte Walsh (2003)                         | Разом з іншими продюсерами                                         | Перемога  |
| 2003 | TV Land Award                   | TV Land Awards                       | Hippest Fashion Plate — Male                                       | Magnum, P.I. (1980)                        |                                                                    | Номінація |
| 2002 | Bronze Wrangler                 | Western Heritage Awards              | Television Feature Film                                            | Crossfire Trail (2001)                     | Разом з іншими членами знімальної групи                            | Перемога  |
| 2000 | Primetime Emmy                  | Primetime Emmy Awards                | Outstanding Guest Actor in a Comedy Series                         | Friends (1994)                             | За роль доктора Річарда Берка (епізод «The One with the Proposal») | Номінація |
| 2000 | Film in Hawaii Award            | Hawaii International Film Festival   |                                                                    |                                            |                                                                    | Перемога  |
| 2000 | OFTA Television Award           | Online Film & Television Association | Best Guest Actor in a Comedy Series                                | Friends (1994)                             |                                                                    | Номінація |
| 1998 | Blockbuster Entertainment Award | Blockbuster Entertainment Awards     | Favorite Supporting Actor — Comedy                                 | In & Out (1997)                            |                                                                    | Номінація |
| 1998 | MTV Movie Award                 | MTV Movie + TV Awards                | Best Kiss                                                          | In & Out (1997)                            | Разом із Кевіном Клайном                                           | Номінація |
| 1998 | Bronze Wrangler                 | Western Heritage Awards              | Television Feature Film                                            | Last Stand at Saber River (1997)           | Разом з іншими членами знімальної групи                            | Перемога  |
| 1993 | Razzie Award                    | Razzie Awards                        | Worst Supporting Actor                                             | Christopher Columbus: The Discovery (1992) |                                                                    | Перемога  |
| 1993 | Razzie Award                    | Razzie Awards                        | Worst Actor                                                        | Folks! (1992)                              |                                                                    | Номінація |
| 1992 | Golden Boot                     | Golden Boot Awards                   |                                                                    |                                            |                                                                    | Перемога  |
| 1988 | Golden Globe                    | Golden Globes, USA                   | Best Performance by an Actor in a Television Series — Drama        | Magnum, P.I. (1980)                        |                                                                    | Номінація |
| 1987 | Golden Globe                    | Golden Globes, USA                   | Best Performance by an Actor in a Television Series — Drama        | Magnum, P.I. (1980)                        |                                                                    | Номінація |
| 1986 | Golden Globe                    | Golden Globes, USA                   | Best Performance by an Actor in a Television Series — Drama        | Magnum, P.I. (1980)                        |                                                                    | Номінація |
| 1986 | Primetime Emmy                  | Primetime Emmy Awards                | Outstanding Lead Actor in a Drama Series                           | Magnum, P.I. (1980)                        | За роль Томаса Магнума                                             | Номінація |
| 1985 | Golden Globe                    | Golden Globes, USA                   | Best Performance by an Actor in a Television Series — Drama        | Magnum, P.I. (1980)                        |                                                                    | Перемога  |
| 1985 | Primetime Emmy                  | Primetime Emmy Awards                | Outstanding Lead Actor in a Drama Series                           | Magnum, P.I. (1980)                        | За роль Томаса Магнума                                             | Номінація |
| 1985 | People's Choice Award           | People's Choice Awards, USA          | Favorite All-Around Male Entertainer                               |                                            |                                                                    | Перемога  |
| 1985 | People's Choice Award           | People's Choice Awards, USA          | Favorite Male TV Performer                                         |                                            |                                                                    | Перемога  |
| 1984 | Golden Globe                    | Golden Globes, USA                   | Best Performance by an Actor in a Television Series — Drama        | Magnum, P.I. (1980)                        |                                                                    | Номінація |
| 1984 | Primetime Emmy                  | Primetime Emmy Awards                | Outstanding Lead Actor in a Drama Series                           | Magnum, P.I. (1980)                        | За роль Томаса Магнума                                             | Перемога  |
| 1984 | Bravo Otto Germany              | Bravo Otto                           | Best Male TV Star (TV-Star m)                                      |                                            |                                                                    | Перемога  |
| 1984 | People's Choice Award           | People's Choice Awards, USA          | Favorite Male TV Performer                                         |                                            |                                                                    | Перемога  |
| 1983 | Golden Globe                    | Golden Globes, USA                   | Best Performance by an Actor in a Television Series — Drama        | Magnum, P.I. (1980)                        |                                                                    | Номінація |
| 1983 | Primetime Emmy                  | Primetime Emmy Awards                | Outstanding Lead Actor in a Drama Series                           | Magnum, P.I. (1980)                        | За роль Томаса Магнума                                             | Номінація |
| 1983 | Golden Apple                    | Golden Apple Awards                  | Male Star of the Year                                              |                                            |                                                                    | Перемога  |
| 1983 | People's Choice Award           | People's Choice Awards, USA          | Favorite Male TV Performer                                         |                                            |                                                                    | Перемога  |
| 1982 | Golden Globe                    | Golden Globes, USA                   | Best Performance by an Actor in a Television Series — Drama        | Magnum, P.I. (1980)                        |                                                                    | Номінація |
| 1982 | Primetime Emmy                  | Primetime Emmy Awards                | Outstanding Lead Actor in a Drama Series                           | Magnum, P.I. (1980)                        | За роль Томаса Магнума                                             | Номінація |
| 1982 | Golden Apple                    | Golden Apple Awards                  | Male Star of the Year                                              |                                            |                                                                    | Перемога  |
| 1981 | People's Choice Award           | People's Choice Awards, USA          | Favorite Male Performer in a New TV Program                        |                                            |                                                                    | Перемога  |